# General and Regional Histories
Die General and Regional Histories ist eine von der UNESCO herausgegebene historische Buchreihe über allgemeine und regionale Geschichte. Die aus „57 Jahren Arbeit“ hervorgegangene Reihe, die 1952 gestartet wurde, umfasst sechs größere Themengebiete bzw. Sammlungen (collections) in 51 Bänden (mit verschiedenen Bänden und Teilbänden). Mehr als 1800 Historiker und Fachleute aus der ganzen Welt haben an ihr mitgewirkt.
Nach Angaben der UNESCO zielt die Sammlung darauf ab, eine kulturell relevante Perspektive zu schaffen. Sie stellt den Standpunkt der betroffenen Bevölkerungsgruppen dar, deren Vergangenheit oft verzerrt, diskreditiert oder als peripher zur Geschichte der Kolonisatoren und der herrschenden Nationen behandelt wurde – derjenigen, die in der Regel Geschichte schreiben. Die Idee hierbei ist, das Bewusstsein eines Volkes wiederzuentdecken und die Vision, die es aus seinem eigenen Schicksal entwickelt. Diese Perspektivverschiebung spiegelt sich in der bedeutenden Anzahl lokaler Historiker mit einwandfreien akademischen Qualifikationen wider, die zu dieser Sammlung als Redakteure und Autoren beigetragen haben.
Die verantwortlichen Präsidenten der wissenschaftlichen Komitees waren Georges-Henri Dumont (History of Humanity), Elikia M’bokolo (General History of Africa),  Chahryar Adle (History of the Civilizations of Central Asia), German Carrera Damas (General History of Latin America), Fitzroy Richard Augier (General History of the Caribbean) und Idris el Hareir (The Different Aspects of the Islamic Culture).
Die Bände sind größtenteils online verfügbar, überwiegend auf Englisch.

## Übersicht
- History of Humanity
- General History of Africa
- History of Civilizations of Central Asia
- General History of Latin America
- The Different Aspects of Islamic Culture
- General History of the Caribbean